# Поляни (Малопольське воєводство)
Поля́ни (пол. Polany) — село в Польщі, на Лемківщині, у гміні Криниця-Здруй Новосондецького повіту Малопольського воєводства, на кордоні зі Словаччиною.
Знаходиться на відстані 14 км на північ від Криниці-Здруй, 23 км на південний схід від Нового Сонча.
Населення — 515 осіб (2011).

## Розташування
Село розташоване на висоті 450 м в долині річки Мостиша. Через Поляни проходить регіональна дорога № 981 між Грубовим та Криницей-Здруй.
Село оточено горами: Глоша (Hłocza) (774 м), Глибока (630 м), Велика Кічера (Kiczera Wielka) (694 м), Хлопський Верх (Chłopski WIerch) (644 м).

## Історія
Поляни були закріпачені 27 листопада 1574 р. Яськом Васковичем із Флоринки на основі привілеїв наданих єпископом Франциском Квасницьким. В цьому селі, як і в більшості інших поселень регіону діяло волоське право та мешкали лемки. Після розділу Польщі в 1781 році, село відійшло до Австро-Угорщини.
В селі знаходиться дерев'яна церква Архистратига Михаїла, збудована греко-католицькою (українською) громадою села в 1820 р, з 1951 використовується як костел.
З листопада 1918 по січень 1920 село входило до складу Лемківської Республіки.
На середину XX ст. в регіоні переважало лемківсько-українське населення. У 1939 році з 470 жителів — 460 українців, 5 поляків, 5 євреїв До 1945 р. в селі була греко-католицька церква парафії Берест Грибівського деканату, метричні книги велися з 1784 року.
Українське населення жило тут до 1947 року, коли всіх українців було перевезено на територію СРСР або під час операції Вісла депортовано на понімецькі землі Польщі.
У 1975—1998 роках село належало до Новосондецького воєводства.

## Демографія
Демографічна структура станом на 31 березня 2011 року:
|          | Загалом | Допрацездатний вік | Працездатний вік | Постпрацездатний вік |
| -------- | ------- | ------------------ | ---------------- | -------------------- |
| Чоловіки | 263     | 87                 | 166              | 10                   |
| Жінки    | 252     | 78                 | 145              | 29                   |
| Разом    | 515     | 165                | 311              | 39                   |